# Arne Jakobsen
Arne Jakobsen (18 febbraio 1939) è un ex calciatore norvegese, di ruolo centrocampista.

## Carriera

### Club
Jakobsen giocò per il Vålerengen, con cui vinse il campionato 1965.

## Palmarès

### Club

#### Competizioni nazionali
- Campionato norvegese: 1

Vålerengen: 1965